# Catherina Wenzel
Catherina Wenzel (* 1963 in Weißwasser) ist eine deutsche Religionswissenschaftlerin.

## Werdegang
Wenzel studierte Evangelische Theologie an der Humboldt-Universität zu Berlin. Nach ihrem Studienabschluss arbeitete sie dort als wissenschaftliche Mitarbeiterin am Seminar für Religions- und Missionswissenschaft sowie Ökumenik. Es folgten Aufenthalte und Forschungsarbeiten, unter anderem in Teheran bei der Evangelischen Gemeinde deutscher Sprache (1998–2001), sowie ein Postdoc-Stipendium am Graduiertenkolleg der Universität Bamberg.
Ab 2002 war sie wissenschaftliche Mitarbeiterin am Lehrstuhl für Religionswissenschaft und Interkulturelle Theologie der Humboldt-Universität zu Berlin, bevor sie zwischen 2008 und 2010 zuerst an die Universität Potsdam und dann eine Vertretungsprofessur an der Universität Bremen mit Schwerpunkt auf der Geschichte und Theologie des Christentums übernahm. 2011 habilitierte Wenzel und erhielt die venia legendi für Religionswissenschaft. Seit 2012 ist sie Professorin für Religionswissenschaft und Religionsgeschichte an der Goethe-Universität Frankfurt am Main.

## Forschung
Catherina Wenzels Forschungsschwerpunkte umfassen die Geschichte christlich-islamischer Beziehungen und Euro-asiatischer Kulturkontakte, die Religionsgeschichte Irans sowie Reiseberichte in der frühen Neuzeit als Medien des Religions- und Wissenstransfers. Sie beschäftigt sich mit Theorien und Methoden der Religionswissenschaft, insbesondere mit Fragen nach Formen von Kontaktreligiösität und der Rolle von ‚materialer‘ Religion.

## Schriften (Auswahl)
- Katholisch-schiitische Positionierungen im safawidischen Iran: Die persische «Risāla» von Pietro Della Valle Il Pellegrino (1621). DeGruyter, Berlin 2024.
- Editorin des Teils: Austro-Hungarian Empire, German States and Switzerland, In: Christian-Muslim Relations. A Bibliographical History Volume 22. Central Europe (1800–1914), ed. by D. Thomas and J. Chesworth, Brill 2024, S. 3–643. doi:10.1163/9789004698918
- mit Margarita Wenzel: Im Rundgang. Von Positionen, Anblicken und Gegenblicken, in: Die religiöse Positionierung der Dinge. Zur Materialität und Performativität religiöser Praxis, hg. von U. Roth und A. Gilly, Stuttgart 2021, 197–213.
- Bildmagie und Distanz in Aby Warburgs ‚indianischer Reise’, in: Natur, Religion, Wissenschaft. Beitrage zur Religionsphilosophie Hermann Deusers, hg. von Markus Kleinert und Heiko Schulz, Tübingen (Mohr Siebeck) 2017, S. 61–92.
- Verdammt und Vollkommen. Muhammad in Dantes ‚Divina Commedia’. Ein Beitrag zur Religionsgeschichte Europas, Reihe: Religionen in der pluralen Welt. Religionswissenschaftliche Studien, hg. v. Christoph Auffarth, Günther Kehrer und Michael Zank, Bd. 13, LIT-Verlag Münster u. a. 2014.
- Von der Leidenschaft des Religiösen. Leben und Werk der Liselotte Richter (1906–1968). Kölner Veröffentlichungen zur Religionsgeschichte Bd. 28, hg. von Michael Klöcker und Udo Tworuschka, Köln/Weimar/Wien (Böhlau-Verlag) 1999.